# Обикновена морска игла
Обикновената морска игла (Syngnathus acus) е риба от семейство иглови (Syngnathidae). Рибата притежава дълго и сегментирано тяло, което може да достигне на дължина около 35 cm. Окраската варира от кафяво до зелено, понякога и с широки редуващи се светли и тъмни ивици .

## Разпространение
Това е широко разпространен вид, обитаващ източния Атлантически океан – от крайбрежието но Норвегия, Британските острови до Западна Сахара, Сенегал, Намибия до нос Добра надежда, части от Индийския океан, както и Средиземно, Егейско и Черно море.